# Live in Cartoon Motion
Live in Cartoon Motion, Mikas debut-DVD, utgiven 2007.

## Låtlista

### Live
1. "Relax, Take It Easy"
2. "Big Girl (You Are Beautiful)"
3. "My Interpretation"
4. "Billy Brown"
5. "Any Other World"
6. "Stuck in the Middle"
7. "Ring Ring"
8. "Sweet Dreams (Are Made of This)"
9. "Holy Johnny"
10. "Happy Ending"
11. "I Want You Back"
12. "Love Today"
13. "Grace Kelly"
14. "Lollipop"

### Extramaterial
1. A Long Way from Home - Dokumentär
2. Videoklipp:
  1. "Grace Kelly" Louis Tomlinson
  2. "Love Today" Ronan Keating
  3. "Relax, Take It Easy" Milka
  4. "Big Girl (You Are Beautiful)" Blandade artister
  5. "Happy Ending" Claire Richards
  6. "Grace Kelly" (Live från Later... with Jools Holland)
  7. "Everybody's Talkin'" (Live från Ronnie Scotts)
  8. "Love Today" (Live från Ronnie Scotts)

### Fotnoter
1. ↑  ”Mika - Live In Cartoon Motion”. Amazon.co.uk. http://www.amazon.co.uk/dp/B000WTNCRW. Läst 27 mars 2010.